# الگوریتم کبوتر گوگل
الگوریتم کبوتر گوگل نامی است که به یکی از به‌روزرسانی‌های الگوریتم جستجوی محلی گوگل داده شده‌است. این به روز رسانی در ۲۴ ژوئیه ۲۰۱۴ منتشر شد. هدف آن افزایش رتبه‌بندی لیست‌های محلی در جستجو است.
 این تغییرات همچنین بر نتایج جستجوی نمایش داده شده در گوگل مپس همراه با نتایج جستجوی معمولی گوگل تأثیر خواهد گذاشت. انتشار اولیه این الگوریتم، به زبان انگلیسی ایالات متحده بود و به مرور برای سایر زبانها نیز ارائه شد.

## تأثیر بر نتایج جستجو
هدف الگوریتم کبوتر ارائه اولویت به نتایج جستجوی محلی است. در روز انتشار، گزارش‌های متفاوتی از مدیران وب دریافت کرد. برخی از کاهش رتبه‌بندی شکایت داشتند در حالی که برخی دیگر بهبود در رتبه‌بندی جستجو را گزارش کردند. این به روز رسانی مکان و فاصله را به عنوان بخش‌های کلیدی استراتژی جستجو در نظر دارد و فهرست‌های محلی در نتایج وب اولویت پیدا کردند. برای بهبود کیفیت جستجوهای محلی و ارائه نتایج مرتبط تر به کاربر، گوگل بر عواملی مانند مکان و فاصله تکیه می‌کند. در این به‌روزرسانی به سایت‌های محلی اولویت داده می‌شود.